# Art hispano-mauresque

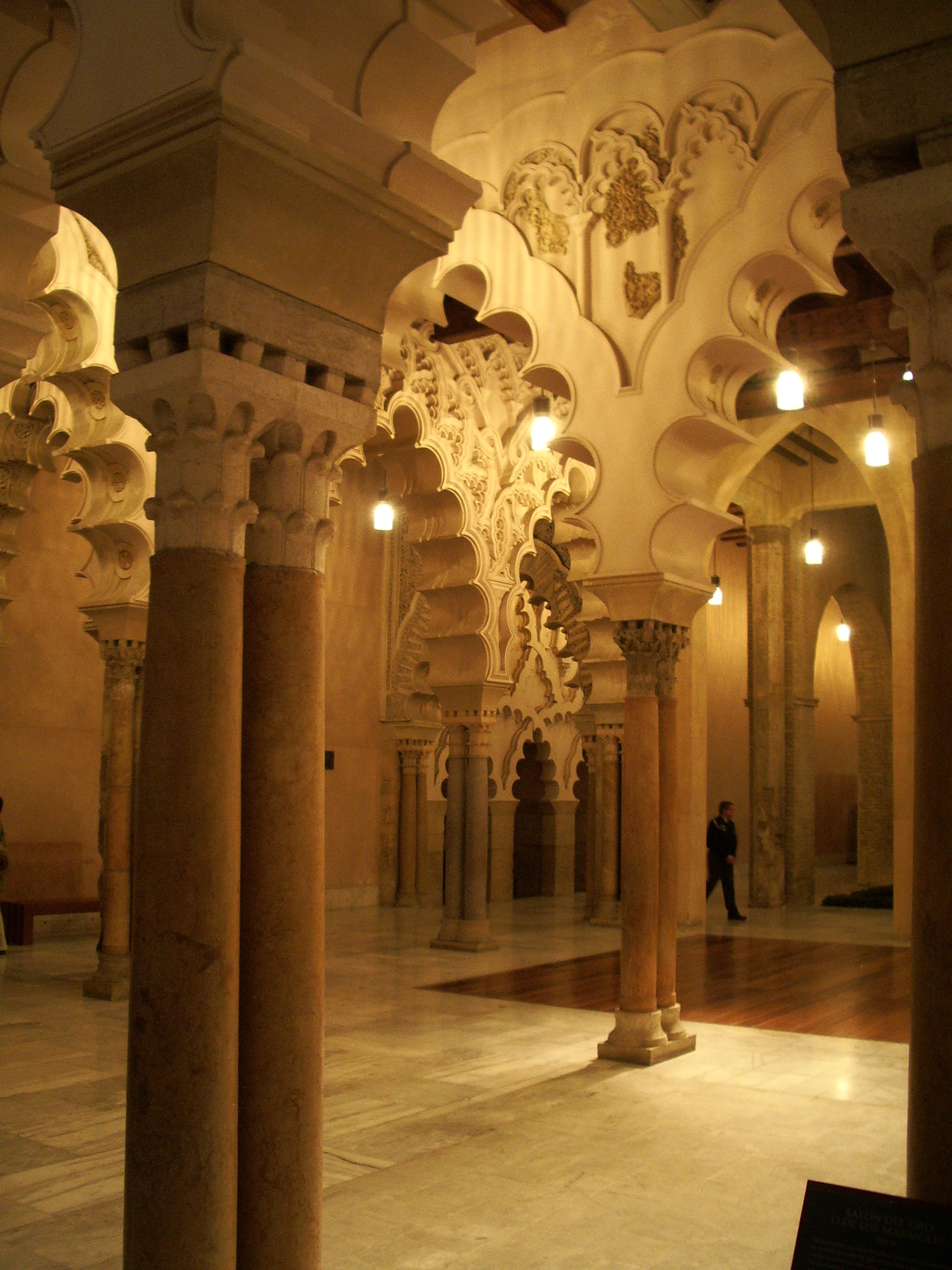
Palais de la Aljafería.

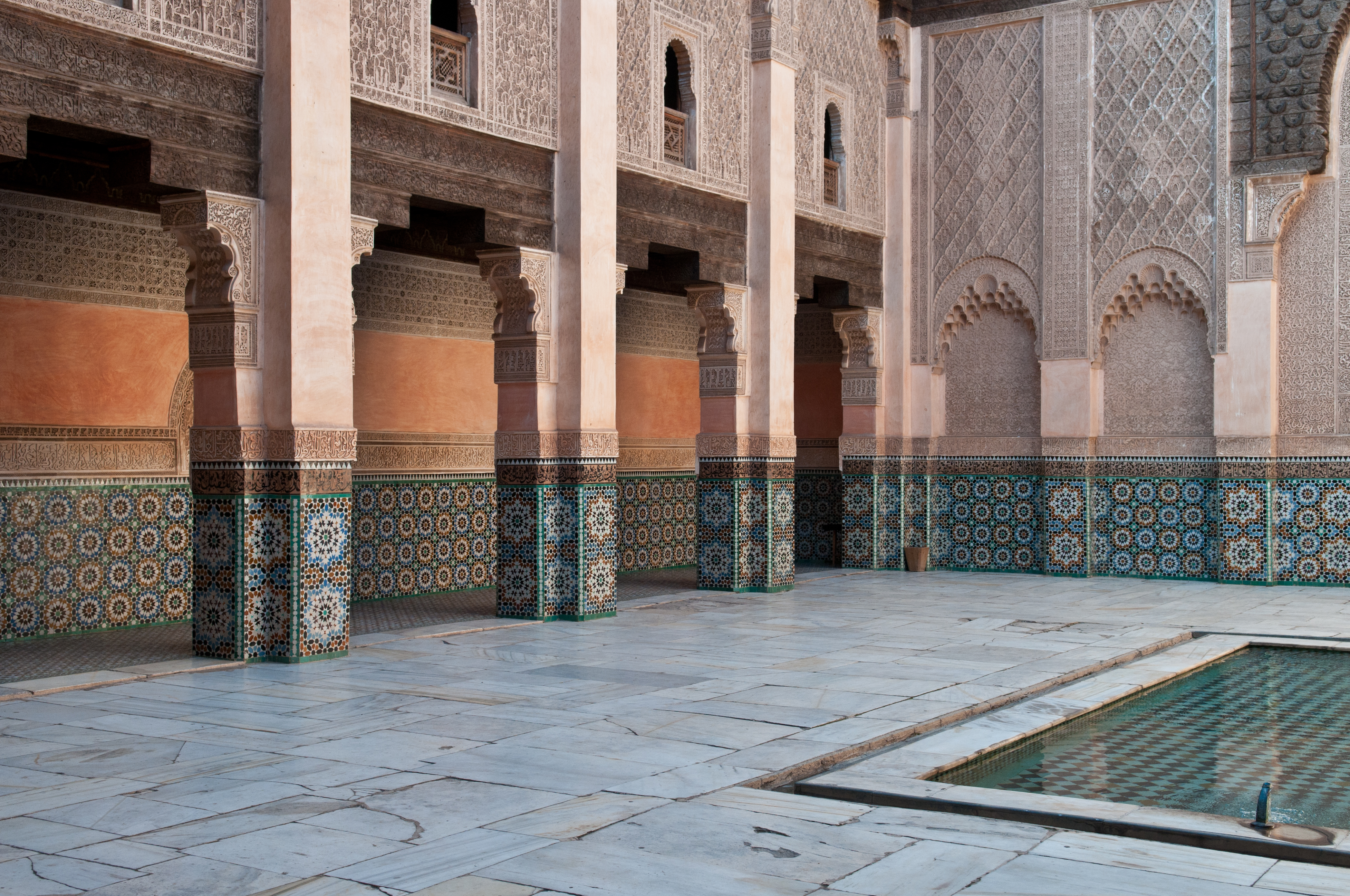
Médersa Ben Youssef de Marrakech

L’architecture mauresque ou art hispano-mauresque est un style architectural arabo-musulman,, qui s'est développé dans le monde arabe occidental, c'est-à-dire al-Andalus, et le Maghreb, dans les territoires occupés aujourd'hui par l’Algérie, le Maroc et la Tunisie. Le terme « hispano » fait référence à la localisation d'Al-andalus dans l'Espagne contemporaine et le terme de « mauresque » vient de la désignation européenne occidentale et médiévale des habitants musulmans de ces régions comme « Maures ». Les références savantes sur l'architecture Arabo-Andalouse font souvent référence à cette tradition architecturale par une désignation plus géographique comme l'architecture de l'Occident islamique ou l'architecture des terres islamiques occidentales, et certaines références sur l'art et l'architecture islamiques considèrent que l'utilisation du terme « mauresque » est dépassée ou contestée,. 

## Histoire
Ce style architectural fut élaboré et créé en Al-Andalus,,,,, notamment sous l'impulsion de Abd al-Rahman Ier. D'après Marianne Barrucand, il n'est pas exagéré de dire que les goûts d'Abd Al-Rahman marquent toute l'architecture mauresque,. La genèse de l'art arabo-andalou est d'abord un processus de fusion sur une base arabesque ou se forment des éléments ibéro-romains, syro-romains, byzantins, persan se mêlent pour former un style nouveau et spécifique. Bien que nourrit de diverses influences, l’art arabo-andalous s’est très vite distingué pour élaborer un style unique au fil des siècles,, avec des caractéristiques reconnaissables telles que l'arc en fer à cheval, les jardins de riad (jardins de cour avec une division symétrique en quatre parties), minarets carrés (cuboïdes) et motifs géométriques et arabesques élaborés en bois, stuc et carrelage (notamment zelliges). Au fil du temps, ce style occidental a utilisé de plus en plus la décoration de surface tout en conservant une tradition de concentration de l'attention sur l'intérieur des bâtiments plutôt que sur leur extérieur. Contrairement à l'architecture islamique plus à l'est, ce style n'utilisait pas de grandes voûtes et dômes. Les principaux centres de cette tradition artistique comprenaient les principales capitales des empires et des États musulmans de l'histoire de la région, telles que Cordoue, Kairouan, Fès, Marrakech, Séville, Grenade, Tlemcen et Alger. Dans cette région plus large, il y avait aussi une certaine différence entre les styles architecturaux de la région la plus à l'est de l'Ifriqiya (à peu près la Tunisie actuelle) et un style plus spécifique partagé par le Maghreb occidental (le Maroc actuel et Algérie) et al-Andalus, parfois qualifié d'hispano-mauresque, d'arabo-andalous, d'hispano-maghrébin.

## Disciplines
- Architecture mauresque
- Sciences et techniques en al-Andalus
- Céramique en al-Andalus
- Littérature d'al-Andalus (catégorie), littérature andalouse (en)
  - Poésie arabo-andalouse
  - Poésie homoérotique hispano-arabe
  - Écrivains d'al-Andalus (es) (80), dont Ibn Hazm, Ibn Arabi, Averroes, Moses ibn Ezra, Juda Halevi, Abu Al-Qasim, Alhazen, Moïse Maïmonide
  - Traductions latines du XIIe siècle
- Contributions musulmanes à l'Europe médiévale (en)
- Musique arabo-andalouse

## Principaux courants

### Art Omeyyade
L'art des omeyyades de Cordoue est également connu sous le nom d'art Émiral et califal.
- la mosquée-cathédrale de Cordoue ;
- Madinat Azahra de Cordoue ;
- Mosquée des Andalous (Fès)
- Mosquée des Andalous (Cordoue)

- l'Université Al Quaraouiyine de Fès (idrisside d'influence andalouse);

L'art Omeyyade influence notamment l'art mozarabe et l'art de repeuplement en Espagne, qui sont des arts chrétiens durant le califat de Cordoue, en territoire musulman et chrétien respectivement.

### Art des taifas
- palais de l'Aljaferia, un exemple du niveau artistique des taifas (Saragosse).

### Art Almohade et Almoravide
- la Giralda de Séville ;
- l'Alcazar de Séville (par comparaison, le bâti de l'Alcazar de Tolède provient de l'Hispanie wisigothe) ;
- la médersa Ben Youssef de Marrakech ;
- la grande mosquée de Tlemcen ;
- la mosquée Koutoubia de Marrakech ;
- la tour Hassan de Rabat ;

### Art Nasride
L'Art Nasride se caractérise majoritairement dans les palais Nasrides que l'on peut retrouver sur le site de L'Alhambra. Celui ci prend forme à partir du développement de la dynastie Nasride fondé par Muhammed Ier. Elle constitue ce qu'on appelle l'architecture islamique. L'art Nasride est un art non figuratif, iconique et très chargé. L'architecture des palais Nasrides est constituée à partir d'un plan de type rectangulaire. Les décors prennent forme à partir de panneaux en céramiques polychromes ou sous forme de mosaïques. La géométrie est énormément sollicités dans la conception des décors. On y retrouve notamment des motifs végétaux mais également des images zoomorphes. L'art Nasride cherche à travers la surcharge de décor à véhiculer cette image de splendeur et de supériorité auprès des visiteurs.L'Alhambra était le siège résidentiel des rois Maures, et il se devait par son architecture et son décor de mettre en avant le statut royale qu'occupaient les rois à cette époque pour affirmer leur autorité et leur richesse.
L'Alhambra de Grenade est considéré comme étant l'un des exemples monumentaux de l'explosion artistique de l'art Nasride.